# Maisons Jaoul

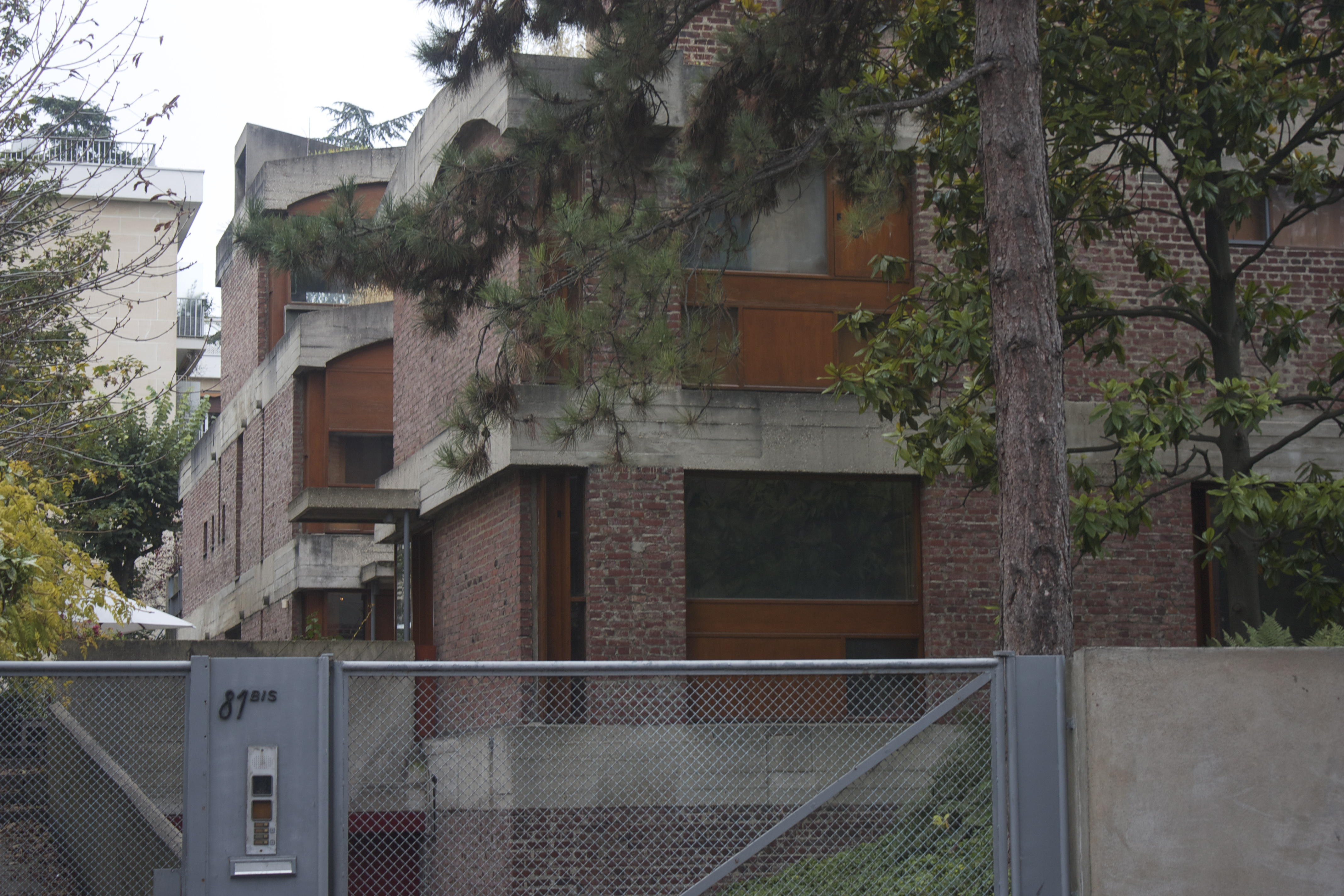

Maisons Jaoul är två mindre bostadshus i stadsdelen Neuilly-sur-Seine i Paris. Husen ritades av arkitekten Le Corbusier 1937 för aluminiumfabrikören André Jaoul, men uppfördes inte förrän 1954-1956. 
Arkitekturen bryter kraftigt mot den funktionalism som Le Corbusier tidigare uttryckte i exempelvis Villa Savoye och är snarare brutalistisk i sin råa och rustika materialitet. De båda byggnaderna innehåller två bostäder och är separerade av ett garage och en bakgård, men delar det exteriöra uttrycket med fasader i rött tegel, detaljer i trä och betongvalv vid takvåningen. Fönsterinsläppen är asymmetriskt utplacerade och skiljer i storlek och proportion, vilket tillsammans med synliga bjälklag i betong ger uppbrutna fasader. Interiörerna är småskaliga och innehåller skulpturala element som centralt placerade eldstäder och trappor. Färgsättningen är rik med väggpartier i rött, gult och blått och med de bärande strukturerna tydligt avläsbara. Samtliga mått och förhållanden i husen följer det, av Le Corbusier utvecklade, Modulorsystemet.
Jaoulhusen är sedan 1966 klassade som Byggnadsminnen.